# Syracuse Crunch
Syracuse Crunch är ett ishockeylag i AHL. Klubben spelar sina hemmamatcher i Syracuse, New York, USA och är huvudsakligen NHL-laget Tampa Bay Lightnings farmarlag.